# 5 septembre 1989
Le mardi 5 septembre 1989 est le 248e jour de l'année 1989.

## Naissances
- Joey Rosskopf, coureur cycliste américain
- Ben Youngs, joueur de rugby à XV anglais
- Duncan Taylor, joueur international écossais de rugby à XV
- José Ángel Valdés, footballeur espagnol
- Asley González, judoka cubain
- Katerina Graham, actrice, chanteuse, productrice de musique suisse
- Grzegorz Sandomierski, footballeur international polonais
- Elena Delle Donne, joueuse américaine de basket-ball
- Fernand Djoumessi, athlète camerounais, spécialiste du saut en hauteur
- Craig Smith, joueur professionnel de hockey sur glace
- Fathia Amaimia, athlète handisport tunisienne
- Akiko Kono, joueuse de volley-ball japonaise
- Zach Walters, joueur d'utilité et frappeur désigné de la Ligue majeure de baseball

## Décès
- Albert Genta (né le 13 septembre 1901), artiste peintre français
- Urbain Gibert (né le 28 février 1903), érudit, historien et ethnologue audois
- John Barkley Rosser (né le 6 décembre 1907), logicien américain
- Geneviève Kervine (née le 27 juin 1931), actrice française

## Autres événements
- Lancement du Soyouz TM-8
- Sortie de l'album studio Beneath the Remains du groupe de thrash metal brésilien Sepultura
- Sortie de l'album Louder Than Love du groupe grunge Soundgarden
- Début de la diffusion de la série québécoise Super sans plomb
- L'Acadie nouvelle étend sa diffusion à l’ensemble du Nouveau-Brunswick
- Fondation de l'Université Ibn-Tofail
- Un avion de combat F-16 de la composante air belge stationné en Norvège se fait volé par un technicien qui s'écrase peu après sur une ferme. Le technicien est mort[1].
- États-Unis : le président George H. W. Bush lance un appel à la mobilisation générale contre la drogue.
- France : 
  - Début d'un important mouvement de grèves dans le groupe Peugeot, à l'usine de Sausheim puis le 14 à l'usine de Sochaux.
  - Changement de présidence dans le groupe Bouygues, no 1 mondial du BTP : Francis Bouygues lance son poste à son fils Martin Bouygues.
  - Inscription au titre des monuments historiques du Château les Bouysses
  - Début de la diffusion en France de la série d'animation COPS